# Quản Trọng Hùng
Quản Trọng Hùng (sinh 1956) là một cựu cầu thủ bóng đá Việt Nam, chơi ở vị trí trung vệ. Ông từng là cầu thủ của Câu lạc bộ Quân đội và đội tuyển Việt Nam.

## Sự nghiệp
Quản Trọng Hùng gia nhập Thể Công năm 1973. Do trẻ và nhiệt tình nên ông được huấn luyện viên thử nghiệm nhiều vị trí như trung phong, tiền vệ trụ, hậu vệ biên và cuối cùng là trung vệ. Ông hợp nhất ở vị trí trung vệ, từ đó chơi ở vị trí này đến hết sự nghiệp.
Quản Trọng Hùng khoác áo đội tuyển quốc gia lần đầu tiên và cũng là lần cuối cùng năm 35 tuổi (1991) khi ông tham dự SEA Games 1991, SEA Games đầu tiên bóng đá tham dự kể từ khi thể thao Việt Nam quay lại giải đấu này.
Sau khi từ giã sân cỏ, Quản Trọng Hùng có thời gian làm huấn luyện viên cho Thể Công và đội tuyển U20 Việt Nam. Năm 2003 ông bị Thể Công kiểm điểm, bãi nhiệm chức vụ phó giám đốc chuyên môn của câu lạc bộ vì phải chịu trách nhiệm trong thất bại của Thể Công ở V League mùa giải năm đó.

## Danh hiệu

### Câu lạc bộ
- Thể Công:

Vô địch quốc gia (3): 1982, 1983, 1990
Á quân quốc gia (3): 1984, 1986, 1989

## Gia đình
Ông là anh cả trong một gia đình có truyền thống bóng đá. Các em trai của ông cũng là cầu thủ của Thể Công và Công an Hà Nội.